# Балка Микрюкова
Балка Микрюкова — балка в Нахимовском районе Севастополя, левый приток Килен-балки, в которую она впадает восточнее высоты Микрюкова. 
Названа в честь расположенного в балке хутора ВМС офицера, участника штурма Измаила — Матвея Степановича Микрюкова.
В месте ответвления балки Микрюкова от Килен-балки берет начало старый водопровод, который называется также Микрюковским. В балке сохранилась водонапорная башня, построенная в 1885 году.
Сейчас в балке расположены садовые участки.